# Schloss Zülz

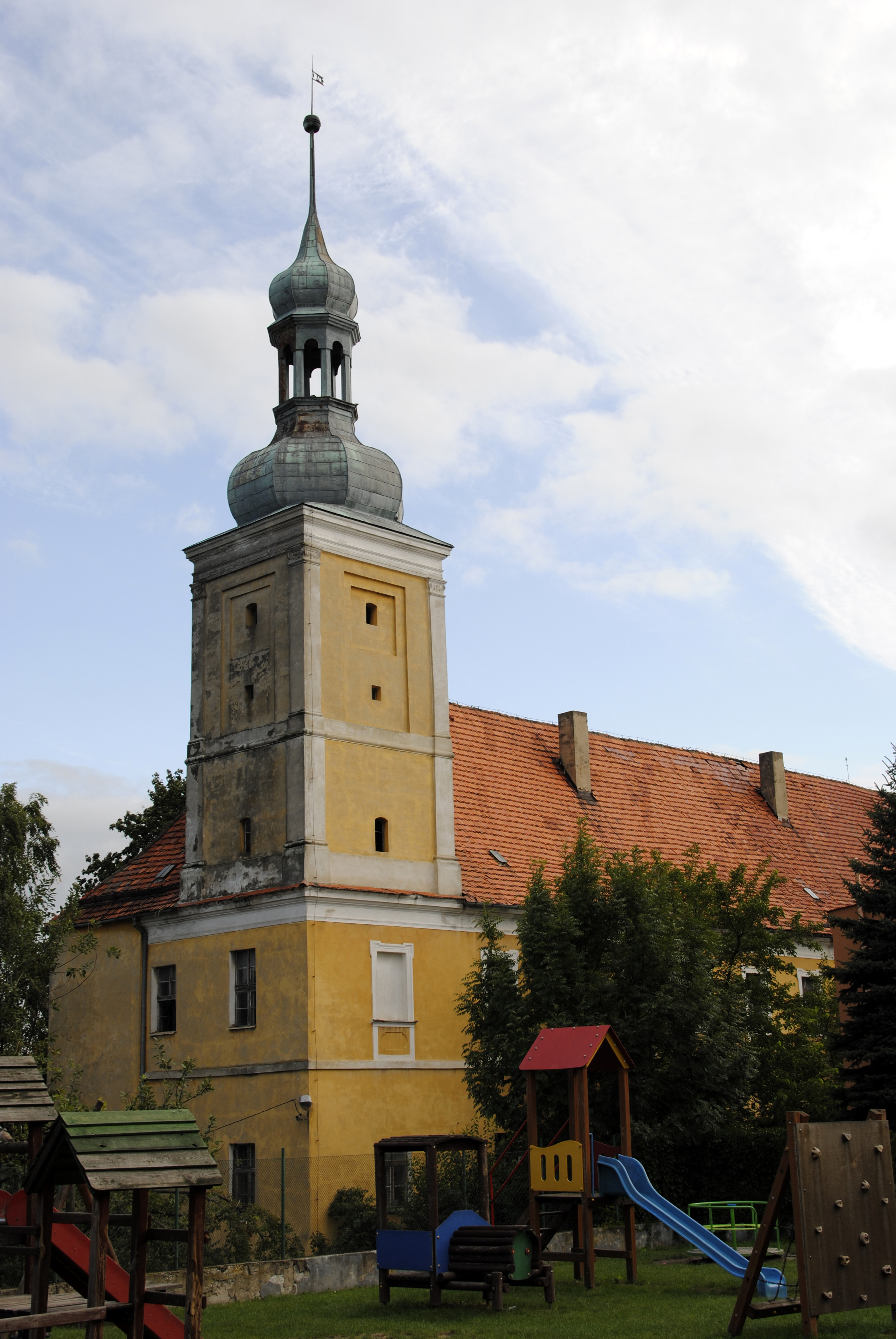
Schloss Zülz mit Westturm

Das Schloss Zülz ist eine Schlossanlage in Zülz (polnisch Biała) im Powiat Prudnicki (Kreis Neustadt O.S.) der Woiwodschaft Opole in Polen.

## Lage
Das Schloss Zülz liegt im nördlichen Ortskern an der ul. Opolska. Es wurde direkt an die nördliche Stadtmauer gebaut. Nördlich des Schlosses fließt das Zülzer Wasser (Biała).

## Geschichte
Im Jahr 1225 wurde erstmals in Zülz eine Kastellaneiburg erwähnt. Das heutige Schloss wurde im 16. Jahrhundert erbaut. Zwischen 1638 und 1640 erfolgten unter dem damaligen Besitzer Jan Krzysztof Pruszkowski Umbauarbeiten im Stil des Barock, die vom Maurermeister M. Girisch durchgeführt wurden. Zu Beginn des 18. Jahrhunderts erfolgten unter den Freiherren von Proskau erneut Umbauarbeiten am Schloss. Im 19. Jahrhundert wurde die Schlossanlage großflächig erweitert und restauriert. 1872 wurde das Schloss von der Stadt Zülz gekauft. Zwischen 1874 und 1923 befand sich im Schloss eine Präparandenanstalt sowie zwischen 1875 und 1925 ein Lehrerseminar. Danach wurde das Schloss bis 1934 als Mädchenschule und bis 1945 als Gymnasium genutzt.
Nach dem Übergang Schlesiens an Polen 1945 wurde das Schloss bis 1980 weiterhin als Schule genutzt. Seit 1987 befindet sich im Schloss eine gewerbliche Einrichtung und ist im Privatbesitz.

## Architektur

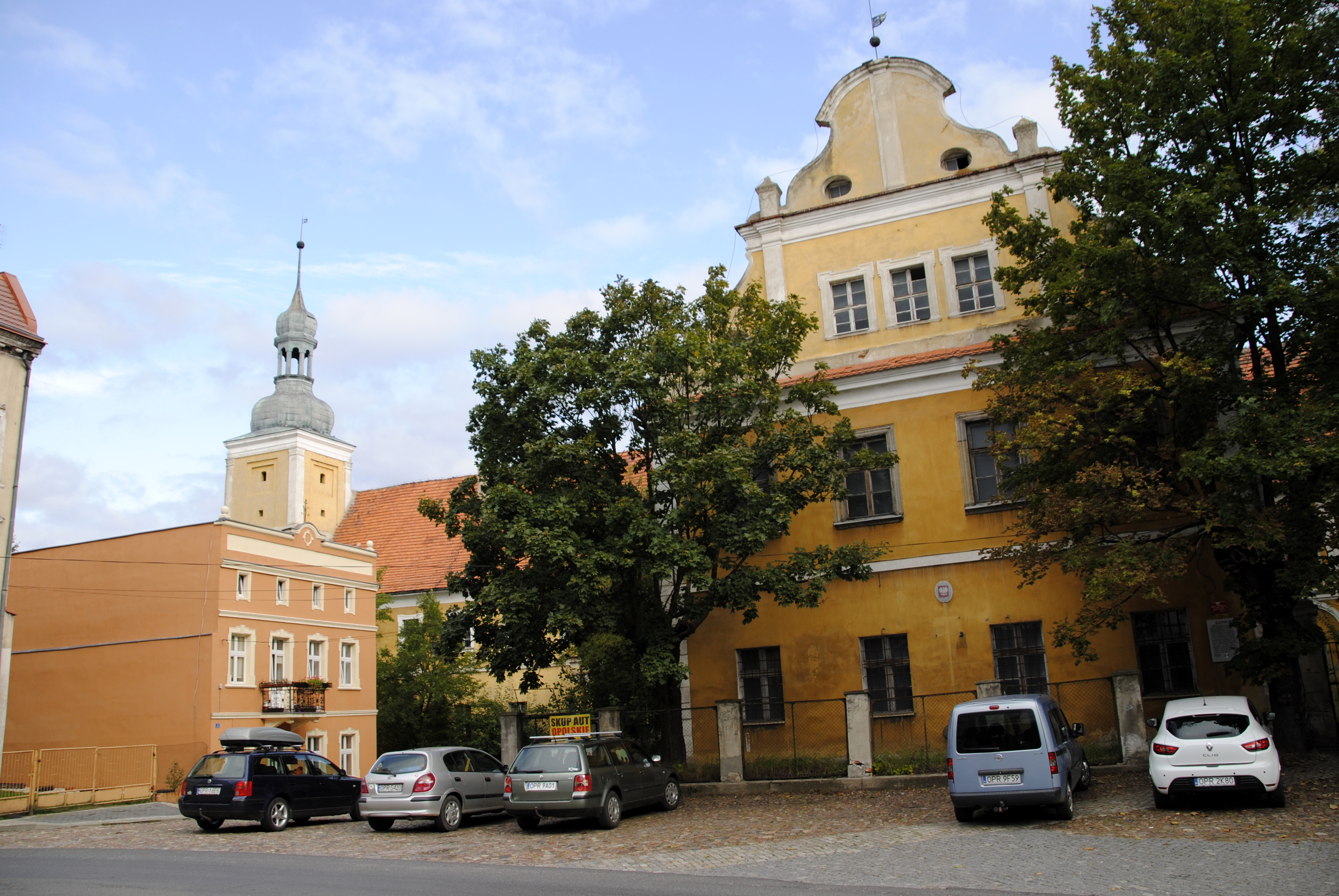
Südflügel mit Giebel

Das Schloss mit architektonischen Elementen des frühen Barock sowie der Renaissance ist ein zweigeschossiger Bau mit Satteldach besitzt einen Grundriss in Form eines „F“. Der vierstöckige Schlossturm an der Westseite mit quadratischem Grundriss und durchbrochener Schweifhaube wurde im 18. Jahrhundert errichtet. An der Seitenfassade des Südflügels befindet sich ein zweigeschossiger Giebel. Der Hof wurde mit halbkreisförmigen Arkaden geschmückt.